# 法國—伊朗關係
法國－伊朗關係（France–Iran relations）是法國與伊朗之間的國際關係。自中世紀以來，伊朗一直與法國保持友好關係。約翰-巴蒂斯特·塔維尼耶旅行在薩法維波斯的事蹟尤為知名。法國在德黑蘭設有大使館，伊朗在巴黎亦設有大使館。
然而最近，由於伊朗拒絕停止濃縮鈾核能項目的進行、以及法國支持將伊朗提交聯合國安理會討論制裁，兩國關係就此事件惡化。

## 參閱
- 伊朗核问题
- 伊朗核問題全面協議

## 外部連結
- Mousavi, Mehdi. . Iranian Studies. 2020, 54 (1–2): 143–167. S2CID 225745689. doi:10.1080/00210862.2020.1760713.
- French Foreign Ministry- France & Iran （页面存档备份，存于）
- Iranian Foreign Ministry
- Persia and Napoleon - A Lecture by Ambassador Iradj Amini
- Farhad Sepahbody - Accounts of French-Iranian relations （页面存档备份，存于）
- De Gaulle in Iran in 1963, part 1 （页面存档备份，存于） part 2 （页面存档备份，存于）